# Medieval II: Total War
Medieval II: Total War est un jeu vidéo de stratégie au tour par tour et de tactique en temps réel développé par Creative Assembly et publié par Sega le 11 novembre 2006 en Europe, le 13 novembre 2006 en Amérique du Nord et en avril 2007 au Japon. Il est le quatrième opus de la série des Total War et fait suite à Shogun: Total War, Medieval: Total War et Rome: Total War dont il reprend le système de jeu combinant des phases de stratégie au tour par tour, lors desquelles le joueur gère son empire province par province, et des phases d'affrontements tactiques se déroulant en temps réel dans un environnement en trois dimensions. Le jeu se déroule en Europe, en Afrique du Nord et au Moyen-Orient pendant une période du Moyen Âge allant de 1080 à 1530. Comme les précédents épisodes de la série, il est très bien accueilli par la presse spécialisée qui juge notamment que s'il n'est pas aussi révolutionnaire que les premiers jeux de la série, il reste un jeu de stratégie incontournable grâce à ses nombreuses nouveautés, à ses graphismes et à la profondeur de son gameplay.
Le jeu a bénéficié d'une extension — baptisée Medieval II: Total War Kingdoms — publiée en 2006. Celle-ci inclut quatre nouvelles campagnes, retraçant la première vague de colonisation de l'Amérique, les guerres ayant secouées les îles Britanniques au XIIIe siècle, la troisième et la quatrième croisade, ainsi que de nouvelles civilisations comme les Mayas et les Aztèques.

## Trame
Le jeu se déroule en Europe, en Afrique du Nord et au Moyen-Orient pendant une période du Moyen Âge allant de 1080 à 1530.
La campagne principale met en scène les nations européennes du Moyen-Age, comme la France et l'Angleterre.

## Système de jeu
Medieval II: Total War est un jeu vidéo de stratégie dont l’objectif est de bâtir un empire à travers l’Europe, l’Afrique du Nord et le Moyen-Orient médiéval. Pour cela, le joueur peut faire appel à la force mais aussi à la religion et à la diplomatie. Comme son prédécesseur — Medieval: Total War — le jeu mélange des phases de stratégie au tour par tour, lors desquelles le joueur gère les différentes provinces sous son contrôle et déplace ses armées, avec des phases de combats tactiques en temps réel se déroulant sur des champs de batailles spécifiques.

### Factions
Le jeu comporte 17 factions, d'Europe occidentale et orientale, ainsi que du Proche-Orient, toutes jouables en bataille personnalisée. Elles ont leurs forces et leurs faiblesses, ainsi que des troupes spécifiques. Lorsque le joueur démarre une campagne pour la première fois, il peut choisir entre : la France, l'Angleterre, le Saint-Empire romain germanique, l'Espagne, et Venise. Certaines factions ne sont pas jouables en campagne (comme les Mongols ou les Timourides). Les États pontificaux, dont les relations avec les États catholiques ont une certaine importance sont déblocable si le joueur modifie certains fichiers du jeu, et les autres nécessitent d'être vaincues en campagne pour être débloquées : l'Écosse, le Danemark, la Hongrie, Milan, la Pologne, la Sicile, le Portugal, les Turcs, les Maures, l'Égypte, l'Empire byzantin et la Russie. Le joueur peut également choisir de modifier les fichiers pour les débloquer instantanément.
| Faction                        | Religion         | Disponibilité        |
| ------------------------------ | ---------------- | -------------------- |
| Angleterre                     | Catholique       | Jouable dès le début |
| France                         | Catholique       | Jouable dès le début |
| Saint-Empire romain germanique | Catholique       | Jouable dès le début |
| Espagne                        | Catholique       | Jouable dès le début |
| Venise                         | Catholique       | Jouable dès le début |
| Sicile                         | Catholique       | Déblocable           |
| Milan                          | Catholique       | Déblocable           |
| Écosse                         | Catholique       | Déblocable           |
| Empire byzantin                | Orthodoxe        | Déblocable           |
| Russie                         | Orthodoxe        | Déblocable           |
| Les Maures                     | Musulman         | Déblocable           |
| Les Turcs                      | Musulman         | Déblocable           |
| Égypte                         | Musulman         | Déblocable           |
| Danemark                       | Catholique       | Déblocable           |
| Portugal                       | Catholique       | Déblocable           |
| Pologne                        | Catholique       | Déblocable           |
| Hongrie                        | Catholique       | Déblocable           |
| États pontificaux              | Catholique       | Non jouable          |
| Aztèques                       | Païen            | Non jouable          |
| Mongols                        | Musulman         | Non jouable          |
| Timurides                      | Musulman         | Non jouable          |
| Rebelles                       | Religion du pays | Non jouable          |

### Modes de jeu
En mode solo, le joueur dispose de plusieurs modes de jeu. Il peut participer à sept batailles historiques (Arsouf, Azincourt, Hastings, Otumba, Pavie, Tannenberg et le siège de Setenil) ou configurer puis jouer à une bataille personnalisée. Il peut également prendre part à une grande campagne dans laquelle il dirige une nation parmi les plus puissantes de l'époque médiévale, comme la France, le Saint-Empire romain germanique ou l'Empire byzantin, et doit gérer en plus des batailles la diplomatie, le commerce, la gestion des villes, la religion (les États catholiques ont des comptes à rendre au pape tandis que les factions orthodoxes ou musulmanes sont autonomes). En mode multijoueur, le jeu est limité à la simple bataille paramétrée.

#### Grande campagne
La grande campagne est un mode de jeu pouvant être pratiqué en solo. Elle commence en 1080 et se termine en 1530. Elle permet au joueur d'incarner la faction de son choix, et de lui faire atteindre des objectifs dans une période de temps limitée. Ces objectifs sont généralement la prise de possession de plusieurs territoires jusqu'à une date précise ou l'élimination d'une ou deux factions précisées (note : les objectifs varient en fonction de la difficulté choisie). Entre-temps, le joueur peut coloniser d'autres territoires, faire prospérer sa faction, améliorer ses villes et ses châteaux, user de diplomatie ou recourir à des agents tels que les marchands et les assassins pour asseoir sa domination. Tout au long du jeu, le joueur sera confronté à des invasions ou des découvertes qui introduiront de nouvelles factions et unités, qu'il retrouvera également dans le mode de bataille.

#### Bataille personnalisée
Le mode bataille personnalisée permet au joueur d'incarner la faction de son choix contre un ennemi prédéfini, en réglant au préalable plusieurs paramètres. Ces paramètres comprennent le type de combat (avec ou sans siège), l'emplacement de la bataille et le choix des unités. Il peut ainsi choisir l'emplacement du lieu de bataille parmi de nombreux choix, incluant des plaines, des déserts et des vallées. Le relief est multiple, et intègre des canyons, des ponts ou encore des lacs qui peuvent représenter un intérêt stratégique considérable lors du déroulement de la bataille. Il n'est pas possible en revanche de jouer des batailles navales ; néanmoins, les assauts ou les défenses de châteaux sont réalisables, intégrant si besoin divers équipements de siège (bélier, tour de siège, échelle). Le joueur peut paramétrer les infrastructures de la forteresse, pour augmenter la difficulté de l'assaut ou la facilité de la défense. Il peut ainsi choisir un simple village comme une imposante citadelle. Son armée est également paramétrable avec un panneau de sélection sur lequel il peut choisir les unités qu'il veut intégrer à la bataille. Chaque unité, qu'elle relève de l'infanterie, de la cavalerie ou de l'artillerie, nécessite un certain coût qui vient se prélever à la somme de départ, qui inclut 10 000 florins. Certaines unités ne sont toutefois pas multipliables à l'infini, du fait de leur importance ou de leur coût. De plus, le joueur ne peut pas dépasser la somme des 10 000 florins ; il a donc tout intérêt à être judicieux quant au choix de ses unités. S'il le désire, il peut générer une armée aléatoire par l'intermédiaire d'un bouton présent sur son tableau de bord, et en faire de même pour l'armée adverse. Enfin, le joueur a accès à toutes les factions du jeu (excepté les Rebelles), ainsi qu'à leurs unités. Libre à lui, si l'envie lui prend, de choisir des éléphants timurides qui combattront des paysans anglais. À la différence de la grande campagne, où la présence du général dans une bataille lui permet de bénéficier de gardes du corps, les chefs des batailles personnalisées sont de simples capitaines qui s'intègrent à leurs soldats, quels qu'ils soient. Un capitaine peut donc se retrouver assimilé à une unité d'infanterie, de cavalerie ou d'artillerie, en fonction de l'ordre établi dans le tableau de sélection.

#### Editeur de bataille
Pour les utilisateurs avancés, le jeu permet également de créer sa propre carte de bataille avec ses propres belligérants et unités via l'éditeur de bataille qu'il faut activer dans les fichiers du jeu. Cet éditeur propose plusieurs outils afin de choisir l'emplacement géographique du champ de bataille, modifier le relief du terrain, changer des textures de sol, placer des bâtiments, arbres, herbe, rochers ou autres éléments de décor. Il permet également d'accéder à des unités normalement inaccessibles dans le jeu de base car non utilisées.

## Développement
Après la sortie en 2004 de Rome: Total War (8 octobre 2004) par Creative Assembly, certains fans de la série regrettaient les éléments de gestion (comme les princesses ou l'importance de la religion) du précédent opus Medieval: Total War et conduisirent finalement à la création de Medieval II : Total War. Il s'agit d'ailleurs du même moteur graphique que le jeu Rome: Total War, mais les graphismes sur Medieval II se voient améliorés par l'ajout du HDR.
La bande son est signée Jeff Van Dyck. Le début du thème principal est inspiré du morceau "A Daemite!" de la BO du jeu Blair Witch Project.

## Versions et extension

### Extension
Une extension nommée Medieval II : Total War Kingdoms est sortie en France le 31 août 2007. Elle ajoute au jeu quatre campagnes et de nouvelles factions :
- « Britannia » : elle se déroule sur les îles britanniques au XIIIe siècle et fait s'affronter l'Angleterre, l'Écosse, l'Irlande, le Pays de Galles et la Norvège, ainsi que l'alliance des Barons (qui ont vraiment existé, bien que peu connue, et qui sont non-jouables) qui se battront contre l'Angleterre, et contre vous si vous détruisez l’Angleterre, car ils sont anglais après tout. Ils apparaissent à peu près au tour 20.
- « Americas » : elle met en scène la conquête de l'Amérique et permet de diriger ou affronter la Nouvelle-Espagne, les Aztèques, les Mayas, les Chichimèques, les Tlaxcaltèques, les Tarasques et les Apaches, la Nouvelle-France, les 13 colonies anglaises ;
- « Crusades » : elle se déroule au Proche-Orient et met en scène le Royaume de Jérusalem, la Principauté d'Antioche, l'Empire byzantin, l'Égypte et les Turcs ; ainsi que l'Empire mongol, non jouable
- « Teutonics » : elle se déroule en Europe orientale, mettant aux prises l'Ordre Teutonique, Novgorod, la Lituanie, le Danemark, la Norvège, la Pologne, le Saint-Empire romain germanique ainsi que l'Empire mongol.

Il y a également de nouvelles unités pour les factions préexistantes mises en scène et quelques nouvelles batailles scénarisées, comme Battle of Maclodio, 1427, qui retrace la bataille de Maclodio.

### Modifications
Différents mods ont été créés par les fans du jeux. Outre des corrections de bugs, les mods rajoutent entre autres de nouveaux territoires, de nouvelles factions et une amélioration de l'AI. Parmi les plus connus : 
- Stainless Steel : ce mod rajoute notamment de nouvelles provinces sur la carte, des nouvelles factions, deux types de campagne (période précoce ou tardive) et de nouvelles unités. Ce mod a été créé par « Gracul » et sa version la plus récente est la 6.4[4].
- Third Age - Total War : permet au joueur de rejoindre le monde de la Terre du Milieu et de contrôler les factions humaines, elfiques, naines, gobelines ou orcs. Chaque faction possède ses propres unités basées aussi bien sur le livre que sur les films de l'univers de Tolkien. Le mod inclut également des voix inédites, une nouvelle carte de campagne, de nouvelles cultures et de nouvelles cartes de bataille spécifiques à certaines cités ou places fortes (Minas Thirith, la Porte Noire, Isengard…). Développé par « TW_King_Kong », ce mod est resté à sa version 3.2[5].
- DarthMod : inclut de nouvelles physiques de bataille, les charges de cavalerie étant par exemple beaucoup plus puissantes. Inclut également un nouveau AI de campagne et de bataille, de nouvelles régions et un rebalancement majeur des unités. Développé par « Darth Vader », ce mod a atteint sa version 1.4[6].

## Accueil
| Médiéval II : Total War |      |         |
| Média                   | Pays | Notes   |
| Jeuxvideo.com           | FR   | 17/20   |
| Canard PC               | FR   | 8/10    |
| Gamekult                | FR   | 8/10    |
| GameSpot                | US   | 88 %    |
| IGN                     | US   | 89 %    |
| MeriStation             | ES   | 8,5/10  |
| 3djuegos                | ES   | 9,4/10, |
| Multiplayer             | IT   | 9,2/10, |
| Loading                 | SE   | 8/10    |
| Pelaaja                 | FI   | 92 %    |
| GameStar                | AL   | 91 %,   |
| PC Games                | AL   | 88 %,   |
| Compilations de notes   |      |         |
| Metacritic              | US   | 88 %    |
| GameRankings            | US   | 87.18 % |